# 芒茨 (印第安納州)
芒茨（英語：Mounts）是位於美國印地安納州吉布森縣的一個非建制地區。